# Luhanskostanycký rajón
Luhanskostanycký rajón (ukrajinsky Станично-Луганський район) byl rajón v Luhanské oblasti na Ukrajině. Hlavním městem byla Stanycja Luhanska a rajón měl přibližně 50 tisíc obyvatel. 

## Sídla v rajónu
- Petropavlivka (do roku 2016 Petrivka)
- Stanycja Luhanska